# Miguel Ortega Amusco
Miguel Ortega Amusco (La Línea de la Concepción, Cádiz, España, 4 de marzo de 1991) conocido como "El Mago", es un jugador español y entrenador de baloncesto. Su actual equipo es el Damex UDEA Algeciras en el juega y dirige tras la marcha de Javier Malla.

## Trayectoria
Es un jugador gaditano formado en la cantera del Unión Linense de Baloncesto, antes de ingresar en el Unicaja de Málaga, con el que se proclamó dos veces campeón de España de clubes y obtuvo medalla de plata con la Selección Española de Baloncesto sub-16.
Tras salir de Unicaja, jugó varias temporadas en categoría Leb Plata y EBA con Asociación Baloncesto Ourense, CB Santurtzi, A.D Xiria y Club Deportivo Estela Santander.
En 2012, se marcha a Dinamarca para jugar con el Randers Cimbria, con el que lograría el récord de asistencias en una temporada en Dinamarca y fue elegido mejor jugador europeo de la liga.
En 2014, tras pasar por el Spartak Primorje, regresa a España para jugar en el Planasa Navarra con el que debuta en LEB Oro.
Desde 2015 a 2018, regresa al Unión Linense de Baloncesto de su ciudad natal, con el que se proclama 3 veces MVP de liga EBA.
En 2018, firma por el Damex UDEA Algeciras, con el que se sería máximo anotador absoluto de la fase regular de la LEB Plata, por segundo año consecutivo con UDEA.
Finaliza la temporada 2020-21 con 450 puntos en 26 partidos, lo que arroja un promedio de 17,3 tantos por encuentro. Siendo clave para el equipo en su permanencia en la categoría.
El 13 de noviembre de 2023, se hace cargo interinamente del banquillo de Damex UDEA Algeciras, tras la marcha de Javier Malla.

### Internacional
Internacional absoluto con la selección de baloncesto de Gibraltar donde ha conseguido en los dos campeonatos de Europa que ha jugado ser elegido en el All Star Five del mismo.

## Trayectoria

### Como jugador
- Categorías Inferiores Unión Linense de Baloncesto
- Categorías Inferiores Unicaja Málaga
- 2009-2010   Asociación Baloncesto Ourense
- 2009-2010   CB Santurtzi  (Leb Plata)
- 2010-2011   A.D Xiria  (EBA)
- 2011-2012   Club Deportivo Estela Santander  (EBA)
- 2012-2013   Randers Cimbria Dinamarca
- 2013-2014   Spartak Primorje Rusia
- 2014-2015   Planasa Navarra LEB ORO
- 2015-2018   Unión Linense de Baloncesto
- 2018-       Udea Algeciras LEB PLATA

## Vida personal
Actualmente es Director de Marketing de la empresa damex.io, mientras sigue jugando en el equipo de leb plata de Algeciras.